# Asymphyloptera discrepans
Asymphyloptera discrepans är en tvåvingeart som beskrevs av Collin 1933. Asymphyloptera discrepans ingår i släktet Asymphyloptera och familjen dansflugor. Inga underarter finns listade i Catalogue of Life.